# Paula Mielke

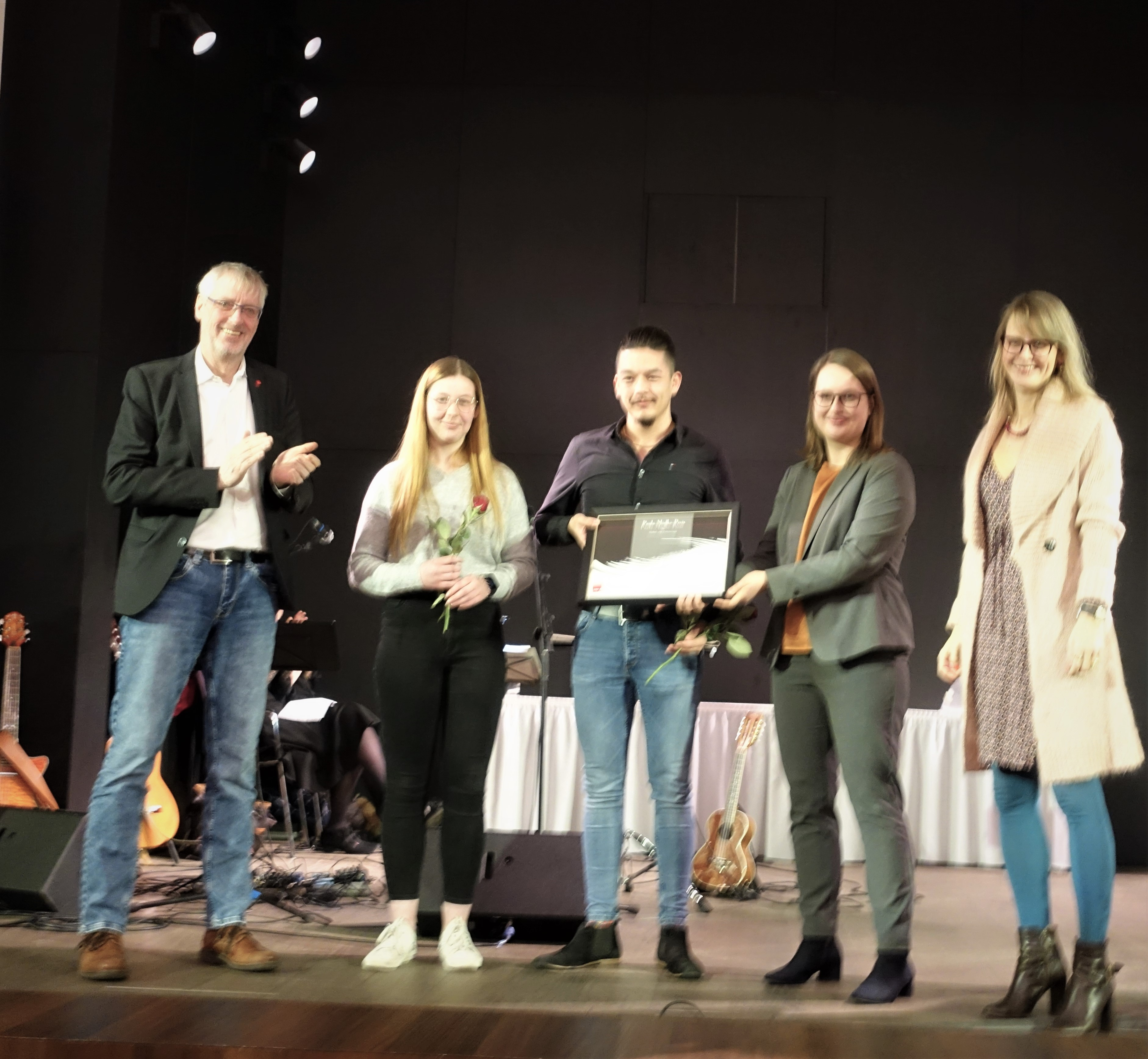
Paula Mielke Preis 2023 an die Gesamtjugendvertretung der Deutschen Post AG

Paula Mielke (* 27. Dezember 1910 als Paula Jungmann gesch. Sens in Hamburg; † 22. Mai 1946 in Flensburg) war eine deutsche Widerstandskämpferin gegen den Nationalsozialismus.

## Leben und Wirken
Paula Mielke wuchs in Hamburg auf und war aktiv in einer Kindergruppe. Als junge Frau war sie Bürokraft. Im Jahr 1933 war sie Sekretärin des Bezirkskomitees der Revolutionären Gewerkschaftsopposition (RGO) im Bezirk Wasserkante (Hamburg und Schleswig-Holstein) und Mitglied der KPD. Ende 1933 wurde sie verhaftet und war bis Ende Dezember 1934 in Untersuchungshaft. Im Mai 1934 wurde sie wegen Vorbereitung zum Hochverrat zu einem Jahr Gefängnis verurteilt. Nach der Entlassung beteiligte sie sich weiter an der illegalen Arbeit und wurde wieder verhaftet. Von Februar 1936 an war sie in Schutzhaft und anschließend bis Dezember 1936 im KZ Fuhlsbüttel. 1937 wurde sie geschieden. Im Jahr 1938 heiratete sie ihren zweiten Ehemann Oskar Mielke. 1939 wurde die Tochter Heike geboren. Während des Krieges wurde ihr Mann zum Bewährungsbataillon 999 eingezogen. Nach dem Krieg war sie wieder in der KPD aktiv und beteiligte sich am Wiederaufbau. Für den Hamburger Gesundheitssenator Fiete Dettmann war sie als Sekretärin tätig.
Während eines Einsatzes für die Partei in Flensburg erlitt sie einen Herzschlag und wurde am 31. Mai 1946 unter großer Beteiligung auf dem Ohlsdorfer Friedhof beigesetzt.
Ihre Tochter Heike Lorenzen (1939–2018) war als Personalrätin und in der Seniorenarbeit der Gewerkschaft ver.di in Hamburg aktiv.

## Ehrungen
- Am Eppendorfer Weg 57 wurde ein Stolperstein für Paula Mielke verlegt.
- Paula Mielke-Preis der Gewerkschaft ver.di-Hamburg